# Celestina Boninsegna
Celestina Boninsegna (Reggio Emilia, 26 de febrero de 1877 – Milán, 14 de febrero de 1947) fue una soprano italiana, conocida por sus interpretaciones de las heroínas en las óperas de Verdi. A pesar de que fue particularmente eminente en las obras de Verdi, cantó en un amplio repertorio durante su carrera de 25 años, incluyendo uno de los estrenos de Le maschere, de Pietro Mascagni. Boninsegna realizó muchas grabaciones discográficas entre 1904 y 1918, y su voz fue una  de las que quedaron mejor registradas en disco durante aquel periodo.

## Biografía
Boninsegna nació en Reggio Emilia, donde  comenzó a estudiar canto en su juventud con Guglielmo Mattioli. Hizo su debut profesional a la edad inusualmente joven de 15 años, cantando Norina en Don Pasquale. Boninsegna entró en el Conservatorio Gioachino Rossini de Pesaro poco después, donde  estudió con Virginia Boccabadati.
En 1897, hizo su debut operístico profesional en Bari como Marguerite en Faust, de Gounod. Posteriormente (1901) cantó Rosaura en el estreno romano de Le maschere. Siguieron muchos compromisos por toda Italia, así como Europa y los Estados Unidos, incluyendo  la Royal Opera, de Londres (en 1904), La Scala, Milán (1904–5), el Teatro Real, Madrid (1905–6), y la Metropolitan Opera, Nueva York (1906–7). También apareció en Boston (en 1909–10), en el Liceu de Barcelona (1911–12), en el Mariinsky, San Petersburgo (1914), así como en numerosos teatros menos importantes en su patria y en el extranjero.
Se retiró de la escena en 1921 y empleó las dos décadas siguientes enseñando canto. Entre sus alumnos estuvo la soprano dramática australiana Margherita Grandi.
Boninsegna poseía una voz rica, resonante con una ancha tesitura que era particularmente adecuada a la música de Verdi. En Italia en el periodo 1900-1920 estuvo considerada como una de las mejores intérpretes de varias heroínas verdianas, incluyendo el papel titular de Aida, Amelia en Un ballo en maschera, las Leonoras de Il trovatore y La forza del destino. Los críticos admiraron particularmente su suave ejecución vocal y la dignidad y refinamiento que  daba a las líneas vocales. (Ver también el New York Times del 22 de diciembre de 1906 para una crítica de su primera Aida en el Met y un resumen de sus fortalezas y debilidades vocales.)
En una era de dinámicas y apasionadas cantantes-actrices (como Gemma Bellincioni, Eugenia Burzio y Rosina Storchio en Italia y Emmy Destinn en Nueva York), las habilidades actorales de Boninsegna eran escasas, en comparación, y su carrera sufrió hasta cierto punto por esta carencia. Además, con la excepción de la parte de Santuzza en Cavalleria rusticana y el papel protagonista en Tosca, Boninsegna era totalmente ajena al repertorio del verismo, que era altamente popular durante todo tiempo que duró su carrera, un problema que la perjudicó notablemente. Sin embargo,  consiguió un éxito considerable con sus grabaciones en 78-rpm, siendo una de las primeras sopranos lírico-dramáticas de las que se pudieron obtener registros de calidad.
Murió en Milán en 1947.

## Grabaciones discográficas
Para su época, Boninsegna fue una artista de discografía prolífica. Grabó 106 caras de disco, casi tanto como el conjunto de la producción de sus contemporáneas Oliva Fremstad, Emma Eames, Lillian Nordica, y Marcella Sembrich. Empezó grabando en 1904 para Gramophone & Typewriter Milan con "In quelle trine morbide" de Manon Lescaut y continuó con más de treinta registros para ese sello hasta 1918. También grabó para Pathé, Edison, la voz de Su Amo y Columbia. Sus grabaciones para Columbia, entre 1909 y 1910, estuvieron entre las más aclamadas de su discografía y fueron editadas posteriormente en LP. Muchas de sus grabaciones, incluyendo las de Columbia, están disponibles en CD: